# 福岡県道218号海老津停車場線
福岡県道218号海老津停車場線（ふくおかけんどう218ごう えびつていしゃじょうせん）は、福岡県遠賀郡岡垣町を通る一般県道である。

## 概要
その名の通り、遠賀郡岡垣町海老津駅前のJR九州鹿児島本線 海老津駅前から福岡県道287号岡垣宗像線海老津駅前交差点までのアクセス路であり、起点から終点までわずか350 mで終わる道であるが県道に指定されている。

### 路線データ
- 起点：福岡県遠賀郡岡垣町海老津駅前（JR九州鹿児島本線 海老津駅前）
- 終点：福岡県遠賀郡岡垣町海老津駅前（海老津駅前交差点、福岡県道287号岡垣宗像線交点、福岡県道288号原海老津線終点）
- 総延長：350 m

## 地理

### 通過する自治体
- 遠賀郡岡垣町

### 交差する道路
| 交差する道路                                    | 交差する場所 | 交差する場所            |
| ----------------------------------------------- | ------------ | ----------------------- |
| 福岡県道287号岡垣宗像線 福岡県道288号原海老津線 | 海老津駅前   | 海老津駅前交差点 / 終点 |

### 沿線
- JR九州鹿児島本線 海老津駅